# Ludvig 1. af Bourbon
Ludvig 1., hertug af Bourbon kaldet den hinkende eller den lamme  (født 1279, død 22. januar 1341) var hertug af Bourbon og greve af la Marche fra 1327 til 1341. Han var sønnesøn af kong Ludvig 9. af Frankrig (død 1270), og han blev forfader til kong Henrik 4. af Frankrig. 

## Familie
Ludvig 1. var søn af Robert, greve af Clermont og Beatrix af Burgund, frue af Bourbon (1257–1310).
Ludvig 1. var gift med Marie d’Avesnes af Hennegau og Holland (1280–1354). Deres ældste søn var           Peter 1., hertug af Bourbon og deres yngste søn var grev Jakob 1. af Bourbon-La Marche.